# Guido Mariani
Guido Mariani (Rosario, Santa Fe, 18 de agosto de 1994) es un baloncestista argentino que se desempeña como escolta en Basket Corato de la Serie B Interregionale de Italia.

## Trayectoria

### Clubes
| Club                     | País      | Año             |
| ------------------------ | --------- | --------------- |
| Lanús                    | Argentina | 2011 - 2014     |
| Atenas de Mendoza        | Argentina | 2014 - 2015     |
| Parque Sur               | Argentina | 2015 - 2017     |
| Argentino de Junín       | Argentina | 2017 - 2019     |
| São José Basketball      | Brasil    | 2019 - 2020     |
| Abejas de León           | México    | 2020            |
| Peñarol de Mar del Plata | Argentina | 2020 - 2021     |
| Hispano Americano        | Argentina | 2021 - 2022     |
| Provincial               | Argentina | 2022            |
| Gimnasia y Esgrima (CR)  | Argentina | 2022 - 2024     |
| Basket Corato            | Italia    | 2024 - Presente |